# 前進吧！登山少女
是siro所創作的日本漫畫作品。於地球之星娛樂發行的月刊漫畫雜誌《Comic Earth Star》第6號（2011年9月號）中開始連載，故事以女高中生進行登山活動為主題的故事漫畫。已出版25冊單行本。  
同名12話電視動畫已於2013年1月至3月播放，第2期24話電視動畫《前進吧！登山少女 Second Season》已於2014年7月至12月播放，第3期13话電視動畫《前進吧！登山少女 Third Season》於2018年7月播放，第4期電視動畫《前進吧！登山少女 Next Summit》於2022年10月起播放。

## 概要
故事講述喜歡室內活動及患有懼高症的主角葵（あおい），在重遇喜歡戶外活動的青梅竹馬朋友日向（ひなた）後，因希望能像兒時在山頂看日出，而再次進行登山活動。在故事中，是以主角的視點進行描述。
該作的原型，是喜歡登山活動的作者，在登山後將拍攝到的照片加上自己繪畫的插畫後，製作成介紹登山活動的同名同人誌。在這背景下，於單行本的封面使用了赤岳（第1卷）的照片，而在本編中出現的天覽山（第2話）與高尾山（第7話）等亦為真實的山岳，另外在故事中，亦有對出場的登山用帳篷（第1話）、野營爐（第2話）、炊具與冷凍脫水食品（第3話）等登山用品及登山用語進行解說。該作亦為同時身為插畫家的作者的第一部商業連載漫畫作品，於官方網頁中稱為「輕柔的戶外活動（ゆるふわアウトドア）漫畫」。在漫畫中的話數中統一使用「x合目」（x為漢字數字）作表示，而在Comic Earth Star ONLINE的官方網頁中亦提供第1話的試讀服務。該作品並沒有明確的發行數量，但單行本第1卷在发售的第二天便已經決定加印。
2012年6月7日，在發表將制作成電視動畫並在2013年播放後，该漫画成為一時話題。在動畫化後，故事的主要場景（具體為主要人物的居住地及故事開始時第一座出現的山的所在地）埼玉縣飯能市的官方網頁中，更特別為動畫設立了佈告板，另外於2012年12月7日至9日，在西武池袋本店別館「西武美術展覽室（西武ギャラリー）」中舉行了西武沿線山峰「smile & smile展（スマイル&スマイル展）」與2013年2月1日至2日在東京池袋舉行的「東京動畫・漫畫嘉年華 in 豐島（東京アニメ・マンガカーニバルin としま）」亦有一部份介紹飯能市的展品。
在月刊「山與溪谷」中，於2012年11月號讀者頁「YAMAKEI HUT」內「YAMAKEI調査隊（ヤマケイ調査隊）」建立以「『輕萌』登山事情（ゆる萌え登山事情）」為題的特集期間，刊登了《前進吧！登山少女》作者的採訪。而於枻（エイ）出版社的山岳雜誌月刊「PEAKS」2013年3月號的特集中，以「現在、應知道!教您山岳“應知道”的事!!（今、知っておくべき!山の“おくべき”教えます!!）」為題列舉出與登山相關的電影與書籍，並於「CULTURE」一節中刊登《前進吧！登山少女》作者的訪問。

## 故事簡介
※僅為單行本第1卷內所收錄的頭8話的簡介。

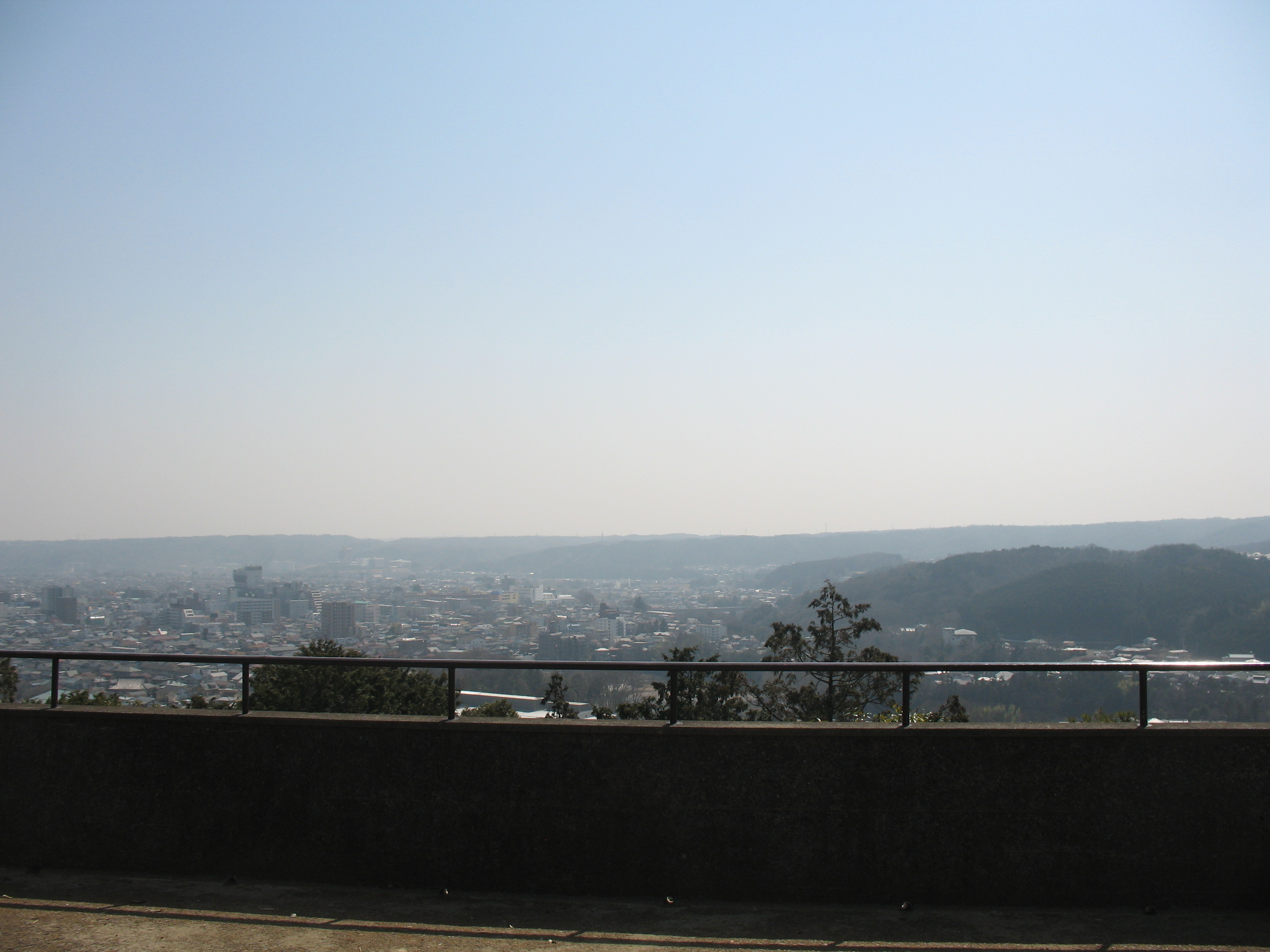
於第3話中登場的天覽山山頂

不善與其他人相處的少女－葵，在成為高校生的這天，有位做事不經大腦，名為日向的少女前來熱情地搭話，並且勸誘葵從現在開始一起去登山。雖然害怕與人交往且患有畏高症的葵不斷拒絕，但在日向強行拖拉之下，一同前往了日向的家。葵的內心雖然對日向抱有不滿，但在進入日向父親所展示的帳篷參觀時，看到日向與自己重逢後的舉動與喜悅，及自己的所見所聞，加下從帳篷望見美麗的夕陽，令葵勾起一些回憶。
葵在幼年時，曾與日向跟隨日向的父親前往某座山上觀看日出。少女們在受到這情境所感動後，2人約定在成為高校生時定要再次看到相同的景色。回想到這個場境，葵很自然地從口中說出「前往不太高的山也不錯（高くない山ならば行ってもいい）」這話。
雖然知道與日向一起登山，但因擔心可能在山上遇難並有生命危險，令葵相當不安。就這樣日向就選擇了標高197米的天覽山，作為與葵第一次登上的山。就在沿山徑上山時看到穿著普通服裝的小孩時，葵的不安感一掃而空，後來更在山頂欣賞到遠方的美景。葵在知道日向了解自己不習慣登山而選擇了天覽山後，開始對與日向登山的看法有所轉變。而開始對登山有興趣的葵，這時在下課回家途中就逛了逛登山用品店。與日向進入了店內的葵，遇上了一位穿著相同校服的女學生。這女學生正為選擇睡袋的事而猶豫不決，但後來在跟葵談話，終於確定了自己想購買的睡袋。這位女孩就為齊藤楓，在跟葵說自己也喜歡登山後，兩人就交換了電郵地址，而楓亦為葵在日向以外的第一個朋友。
接著，日向就提議登另一座山，但這次讓葵去選擇。但因葵沒有任何山岳知識，所以對如何選擇感到迷惘，這時只好跟楓商量。後來楓就列舉出秩父、丹澤、八岳、谷川岳等這些位於關東內並適合新手登上的山，而葵最後選擇了自己最有興趣，在山道中擁有能量景點（power spot）的高尾山。為了準備前往登山，日向就陪伴葵去購買之前從沒擁有過的登山用背囊，葵亦很欣賞日向不害怕與別人相處的態度。就這樣就到了登山當日，在葵心中，日向雖然有時會強人所難，卻十分為自己著想，因此葵很想送件禮物給日向，但對找不到時機而非常煩惱，不過無論怎樣，葵與日向一起在高尾山登山確實十分快樂，最後葵亦成功在山頂將禮物送給日向。在下山時，日向提議取道高尾山中難道最高的登山道下山，途中，2人就遇上了一名因鞋破損而相當苦惱的少女可可奈。可可奈前來高野山的原因是為尋找鼯鼠，其後葵與日向就和這位帶有「天然」氣味的女孩共3人一起回到登山口，最後看到可可奈發現松鼠時露出的笑容，感到十分快樂。

## 登場人物
※ 該節记载的是單行本第1卷（第8話為止）內出現的登場人物，这些人物的情報均来自漫画前8话。楓也有部分情報是來自OVA。

### 主要人物
雪村葵（／ Yukimura Aoi）
配音：井口裕香、井上麻里奈〈廣播劇CD〉（日本）；成瑤孆（香港）
演員：高橋紗妃
本作主角。2月19日生，15歲。B型。高校1年的女學生。為亞麻色、長度剪到齊領的髪型、平時在左眉邊附近夾著黑色的髮飾。於小學生時期因從馬騮架掉下來而患上畏高症，所以不能乘坐空中纜車之類的交通工具。而從這個時候開始，開始喜歡上烹飪、裁縫、閱讀等一個人的室內活動（杂志刊登的是另一个版本：葵因在山頂看到日出後，站在馬騮架頂端模擬在山上時失足掉下來骨折，後在住院期間開始愛上室內活動，這個原因在單行本時作了修改。不過，動畫版卻與雜誌刊登時的版本一樣）。性格十分害羞怕人，對同學的所有勸誘均以抵抗的理由拒絕。另一方面，好勝心卻很強，因此被日向挑撥時往往正中對方下懷。經常很在意自己的「女子力」。在登山方面完全是門外漢，但是為了配合日向，懂得利用互聯網來搜尋並得到相關知識，亦對此抱有興趣。對待日向，在重逢初時並沒有良好印象，雖沒表露在面上但內心卻出現不斷抗議的惡態，但相處一段時間後葵對別人的關心和社交情況開始變得正常。
倉上日向（／ Kuraue Hinata）
配音：阿澄佳奈、佐藤聰美〈廣播劇CD〉（日本）；廖杏茵（香港）
演員：柳瀬晴日
11月11日生，15岁。A型。與葵同学年兼青梅竹馬的女學生。雖為短黑髮，但在頭部兩側綁有雙馬尾。在中學時代雖然因為家中因素搬離飯能市與葵疏離，但在高中的偶然機會下重遇。在與葵分開後，曾有段時間沒有很要好的朋友，在各自成長及重逢後，立即緊緊地黏著葵不放，不過亦巧妙地挑撥葵令其掉進自己的計劃中，另一方面，對葵亦十分關心，並且擁有不害怕與別人相處的性格。因受父親的影響非常喜歡登山，不過仍為經驗與知識不足的新手。
齊藤楓（／ Saitō Kaede）
配音：日笠陽子（日本）；李潤知（香港）
演員：大櫛まこ
1月16日生，16歲。AB型。高校2年的女學生(OVA中自我介紹時提及)。於第5話登場，因與葵在登山用品店相遇而認識，跟葵與日向為同高校的女學生。配戴眼鏡及擁有一頭烏黑及腰的長直髮，葵形容楓為「身材高挑真是好、很瀟灑」的女性。因在葵的幫助下確定了自己想購買的睡袋後，與兩人就交換了電郵地址，楓亦為葵在日向以外的第一個朋友。擁有縱走等較葵與日向豐富的登山經驗，在第5話葵亦與楓商量登哪一座山較好的話題。
有洗完澡就只穿內衣的習慣。
青羽可可奈（／ Aoba Kokona）
配音：小倉唯（日本）；林元春（香港）
演員：天音
8月11日生，13歲。O型。在第9話與高尾山下山途中與葵相遇。髮型為帶點卷的茶色長髪，於前髪的一部份為綁成三節編狀。雖然葵對可可奈的第一個印象為森林系女孩，實際上可可奈於早上獨自前來高尾山是為了看鼯鼠。她的性格是帶有一點天然呆氣息。非常體貼母親，在母親工作忙碌而沒能幫其慶生時也沒有感到不滿，反而關心母親工作是否過於疲勞。

### 登山夥伴
（／ Kurosaki Honoka）
配音：東山奈央（日本）；何寶珊（香港）
6月25日生。B型。目前居住在群馬縣高崎市。
在谷川岳登山與葵結識。喜愛拍攝風景照。在谷川岳向葵親切地打招呼，也一同在山小屋住一晚。兩人並交換的郵件互相聯絡，也和葵等人一起登山。
笹原優香（／ Sasahara Yūka）
配音：牧野由依（日本）；葉曉欣（香港）
5月18日生。A型。
楓的同學。非常擔心喜歡登山的楓，借此也萌生登山的興趣。為了登山轉換心情亦與楓商談。在購買登山外套時，透過楓認識了葵，並一同登棒之折山。
千手院小春（／ Senjuin Koharu）
配音：岩井映美里（日本）
12月17日生，16歲。A型。
葵就讀高中的登山社社長，想邀請葵加入登山社。

### 主要人物的家人
雪村誠（／ Yukimura Makoto）
配音：小松史法（日本）；潘文柏（香港）
葵的父親，長時間出差而甚少回家。也對戶外活動有興趣，大學時曾登過富士山，在家時會把握時間帶葵一起出門進行釣魚等戶外活動。
雪村惠（／ Yukimura Megumi）
配音：久川綾（日本）；謝潔貞（香港）
葵的母親。曾經聽聞葵想要爬富士山而強烈反對，動畫中葵受到父親的鼓勵，學著利用有條理的方式向母親詳細說明，並對其保證會定時報平安。雪村惠對葵的態度感到無奈，最終勉強答應讓其去挑戰富士山。
倉上健一（／ Kuraue Ken'ichi）
配音：荻野晴朗、山下誠一郎〈青年〉（日本）；李錦綸（香港）
日向的父親，年齡與職業不明，擁有對登山及身為登山家的興趣，亦對這個範疇的事十分了解的老手，並經常對作為新手的葵與日向提供不少山岳與登山用具的解說。
本名於電視動畫第2季片尾曲表示之。
倉上舞（／ Kuraue Mai）
配音：柚木涼香（日本）
日向的母親，黑色短髮，個性活潑且我行我素，這點完全遺傳給了日向。平常工作到很晚才回家，因此和葵在高中一年級尾聲才重新見到面，不過家人間的感情仍十分良好。
青羽麻衣（／ Aoba Mai）
配音：早水理沙（日本）；袁淑珍（香港）
可可奈的母親。因工作忙碌而在某次可可奈生日當天未能及時為她慶祝，在半夜時前往超商買了塊蛋糕為其慶生，但心奈並未因此感到不快樂，反而非常體貼母親。

### 其他
美緒（ Mio）
配音：鳴海杏子〈第1季〉、七瀨彩夏〈OVA、第3季〉（日本）；葉曉欣〈第1季〉、何璐怡〈OVA、第3季〉（香港）
葵和日向的高一同班同學，高二和日向同班，故事開頭第一個試圖向葵搭話的同學。頭髮為棕色單馬尾。
（ Yuri）
配音：儀武祐子〈第1季〉、高尾奏音〈OVA、第3季〉（日本）；何晶晶〈第1季〉、魏惠娥〈OVA、第3季〉（香港）
葵和日向的高一同班同學，高二和日向同班。頭髮為藍色短髮。
竹中霞（／ Takenaka Kasumi）
配音：山本亞衣（日本）；詹健兒（香港）
葵從國中到高一、高二的同班同學。頭髮為亞麻色長捲髮。
小野塚光（／ Onozuka Hikari）
配音：儀武祐子（日本）；凌晞（香港）
2月29日生，20歲。B型。
大學2年級的女大學生。葵在西餅店「須須木」打工的前輩。在動畫第三季第一話中，推薦葵和日向爬筑波山，但是後來兩人發現這裡是情人旅遊聖地而感到害臊不已。
有男朋友。
鈴木先生（ Sū-san）
配音：伊丸岡篤（日本）；蕭徽勇（香港）
葵在西餅店「須須木」打工的店長。
黒崎大樹（／ Kurosaki Taiki）
配音：伊丸岡篤（日本）；張裕東（香港）
穗香的哥哥，樂於接送穗香到各地登山，抵達目的地後開始自己的遊玩行程。
新井老師（ Arai Sensei）
配音：鹽屋翼（日本）；陳成港〈第1-2季〉→馮志輝〈OVA、第3季〉（香港）
葵和日向等人的班主任。

## 出版書籍
| 卷數 | 地球之星娛樂   | 地球之星娛樂           | 尖端出版       | 尖端出版             |
| 卷數 | 發售日期       | ISBN                   | 發售日期       | EAN                  |
| ---- | -------------- | ---------------------- | -------------- | -------------------- |
| 1    | 2012年6月12日  | ISBN 978-4-8030-0343-7 | 2013年3月19日  | EAN 471-7702-25411-7 |
| 2    | 2012年12月12日 | ISBN 978-4-8030-0398-7 | 2013年6月20日  | EAN 471-7702-25535-0 |
| 3    | 2013年3月12日  | ISBN 978-4-8030-0434-2 | 2014年7月15日  | EAN 471-7702-25536-7 |
| 4    | 2013年5月11日  | ISBN 978-4-8030-0469-4 | 2014年11月20日 | EAN 471-7702-26274-7 |
| 5    | 2013年10月12日 | ISBN 978-4-8030-0508-0 |                |                      |
| 6    | 2014年6月12日  | ISBN 978-4-8030-0580-6 |                |                      |
| 7    | 2014年8月12日  | ISBN 978-4-8030-0596-7 |                |                      |
| 8    | 2015年2月12日  | ISBN 978-4-8030-0668-1 |                |                      |
| 9    | 2015年7月10日  | ISBN 978-4-8030-0746-6 |                |                      |
| 10   | 2015年11月12日 | ISBN 978-4-8030-0812-8 |                |                      |
| 11   | 2016年3月12日  | ISBN 978-4-8030-0876-0 |                |                      |
| 12   | 2016年8月12日  | ISBN 978-4-8030-0942-2 |                |                      |
| 13   | 2017年2月10日  | ISBN 978-4-8030-0995-8 |                |                      |
| 14   | 2017年8月10日  | ISBN 978-4-8030-1088-6 |                |                      |
| 15   | 2018年3月12日  | ISBN 978-4-8030-1169-2 |                |                      |
| 16   | 2018年10月12日 | ISBN 978-4-8030-1234-7 |                |                      |
| 17   | 2019年3月12日  | ISBN 978-4-8030-1278-1 |                |                      |
| 18   | 2020年1月10日  | ISBN 978-4-8030-1375-7 |                |                      |
| 19   | 2020年8月12日  | ISBN 978-4-8030-1438-9 |                |                      |
| 20   | 2021年4月12日  | ISBN 978-4-8030-1509-6 |                |                      |
| 21   | 2021年9月10日  | ISBN 978-4-8030-1558-4 |                |                      |
| 22   | 2022年9月12日  | ISBN 978-4-8030-1689-5 |                |                      |
| 23   | 2023年4月12日  | ISBN 978-4-8030-1771-7 |                |                      |
| 24   | 2023年12月13日 | ISBN 978-4-8030-1877-6 |                |                      |
| 25   | 2024年9月12日  | ISBN 978-4-8030-2006-9 |                |                      |
| 26   | 2025年6月12日  | ISBN 978-4-8030-2137-0 |                |                      |

## 電視動畫
第1期為1話約5分鐘的短篇動畫，於2013年1月至3月在TOKYO MX播放。该作在短篇動畫中擁有少見的連續性。第2期增長為1話約12分鐘，於2014年7月至12月播放。第3期在2018年7月開始播放。香港J2已於2015年12月至2016年6月播放第1期和第2期電視動畫，2019年9月29日播放第3期電視動畫(包括OVA)。第4期於2022年10月开始播放。

### 製作人員
|            | 第1期                             | 第2期                                                                           | OVA                                       | 第3期                                     | 第4期                                        |
| ---------- | --------------------------------- | ------------------------------------------------------------------------------- | ----------------------------------------- | ----------------------------------------- | -------------------------------------------- |
| 原作       | しろ（地球之星娱乐刊）            | しろ（地球之星娱乐刊）                                                          | しろ（地球之星娱乐刊）                    | しろ（地球之星娱乐刊）                    | しろ（地球之星娱乐刊）                       |
| 監督       | 山本裕介（第2期开始兼任剧本统筹） | 山本裕介（第2期开始兼任剧本统筹）                                               | 山本裕介（第2期开始兼任剧本统筹）         | 山本裕介（第2期开始兼任剧本统筹）         | 山本裕介（第2期开始兼任剧本统筹）            |
| 编剧       | 山本裕介                          | 笔安一幸                                                                        | 笔安一幸                                  | 笔安一幸                                  | 笔安一幸                                     |
| 角色設計   | 松尾祐輔                          | 松尾祐輔                                                                        | 松尾祐輔                                  | 松尾祐輔                                  | 松尾祐輔                                     |
| 色彩設計   | 藤木由香里                        | 藤木由香里                                                                      | 藤木由香里                                | 藤木由香里                                | 藤木由香里                                   |
| 美術監督   | 松本浩樹                          | 田尻健一                                                                        | 田尻健一                                  | 田尻健一                                  | 宮越歩                                       |
| 美術設定   | 松本浩樹                          | 藤井一志                                                                        | 藤井一志                                  | 藤井一志                                  |                                              |
| 攝影監督   | 佐藤洋                            | 佐藤洋                                                                          | 田村纱绘                                  | 佐藤洋                                    | 佐藤洋                                       |
| 剪辑       | 木村佳史子                        | 内田惠                                                                          | 内田惠                                    | 内田惠                                    | 内田惠                                       |
| 音響監督   | 本山哲                            | 山本裕介（音響演出）                                                            | 山本裕介（音響演出）                      | 山本裕介（音響演出）                      |                                              |
| 音樂       | Flying-Pan                        | Tom-H@ck / yamazo                                                               | Tom-H@ck / yamazo                         | Tom-H@ck / yamazo                         | yamazo                                       |
| 音樂製作人 | 深井康介                          | 深井康介                                                                        | 深井康介                                  | 深井康介                                  | 深井康介、伊藤中也                           |
| 制片人     | 後藤裕                            | 後藤裕                                                                          | 後藤裕                                    | 後藤裕                                    | 藤原利紀、淡路徹 新井智大、平野隆廣 小山雅由 |
| 制片人     | 大藤太郎 （第10話 - ）            | 町田有也→遠山大輔 角田博昭、北田修一 高橋伸一、買場道雄 平户千绘美（第16話 - ） | 江波户宪司、鵜飼利惠 兼田健一郎、鈴木脩一 | 江波户宪司、鵜飼利惠 兼田健一郎、鈴木脩一 | 藤原利紀、淡路徹 新井智大、平野隆廣 小山雅由 |
| 制片人     | 大藤太郎 （第10話 - ）            | 町田有也→遠山大輔 角田博昭、北田修一 高橋伸一、買場道雄 平户千绘美（第16話 - ） | 四釜瞳、正司遼太郎                        | -                                         | 藤原利紀、淡路徹 新井智大、平野隆廣 小山雅由 |
| 制片人     | 大藤太郎 （第10話 - ）            | 中島保裕                                                                        |                                           |                                           |                                              |
| 动画制作人 | 葛西励                            | 向峠和喜                                                                        | 大友寿也                                  | 大友寿也                                  | 風間亮                                       |
| 動畫制作   | 8bit                              | 8bit                                                                            | 8bit                                      | 8bit                                      | 8bit                                         |
| 製作       | 地球之星娱乐                      | 前进吧！登山少女製作委員会                                                      | “前进吧！登山少女 记忆之礼”製作委員会     | 前进吧！登山少女製作委員会                | 「前進吧！登山少女 Next Summit」製作委員會   |

### 主題曲
第1期
「Staccato Days（スタッカート・デイズ）」（第1話－第11話、第13話）
作詞：稻叶江美，作曲：Tom-H@ck，編曲：yamazo，歌：葵（井口裕香）、日向（阿澄佳奈），販賣及唱片公司：EARTH STAR RECORDS
第2期
片頭曲
（第1話－第15話）
作詞：稻叶江美，作曲、編曲：Tom-H@ck，歌：葵（井口裕香）、日向（阿澄佳奈）、楓（日笠陽子）、可可奈（小倉唯）
（第16話－第22話、第24話）
作詞：稻叶江美，作曲、編曲：Tom-H@ck，歌：葵（井口裕香）、日向（阿澄佳奈）
片尾曲
「Tinkling Smile」（第1話－第12話）
作詞：磯谷佳江，作曲：小野貴光，編曲：大久保薰，歌：小倉唯
「Staccato Days」（第13話－第15話）
作詞：稻叶江美，作曲：Tom-H@ck，編曲：yamazo，歌：葵（井口裕香）、日向（阿澄佳奈）
「Cocoiro Rainbow」（第16話－第24話）
作詞：稻叶江美，作曲：奥井康介，編曲：百石元，歌：鳴海杏子
劇中曲
（第1話）
歌：葵（井口裕香）、日向（阿澄佳奈）、楓（日笠陽子）、可可奈（小倉唯）
「Staccato Days」（第12話）
作詞：稻叶江美，作曲：Tom-H@ck，編曲：yamazo，歌：葵（井口裕香）、日向（阿澄佳奈）
第3期
片頭曲

作詞：稻叶江美，作曲：Tom-H@ck，編曲：，歌：葵（井口裕香）、日向（阿澄佳奈）、楓（日笠陽子）、可可奈（小倉唯）
片尾曲

作詞：稻叶江美，作曲：，編曲：KanadeYUK，歌：葵（井口裕香）、日向（阿澄佳奈）
劇中曲
（第2話）
歌：葵（井口裕香）
「てっぺん目指し隊」（第4話）
作詞：稲葉エミ，作曲：yamazo
「野いちごガーランド」（第4話）
作詞：稲葉エミ，作曲：百石元
「テンダー ファインダー」（第4話）
作詞：稲葉エミ，作曲：yamazo
第4期
片頭曲

作詞/作曲/編曲：瀬名航，歌：葵（井口裕香）、日向（阿澄佳奈）
片尾曲
（第1話、第2話、第4話－第11話）
作詞/作曲/編曲：塚田耕平，歌：葵（井口裕香）、日向（阿澄佳奈）
第5話為葵（井口裕香）獨唱。第9話為日向（阿澄佳奈）獨唱
「Staccato Days（スタッカート・デイズ）」（第12話）
作詞：稲葉江美，作曲：Tom-H@ck，編曲：yamazo，歌：葵（井口裕香）、日向（阿澄佳奈）

### 各話列表
| 話數                 | 日文標題         | 中文標題                              | 香港標題               | 劇本                                      | 分鏡                                      | 演出                                      | 作畫監督                                                         | 總作畫監督               | 改編自原作                          |
| 第1期                | 第1期            | 第1期                                 | 第1期                  | 第1期                                     | 第1期                                     | 第1期                                     | 第1期                                                            | 第1期                    | 第1期                               |
| -------------------- | ---------------- | ------------------------------------- | ---------------------- | ----------------------------------------- | ----------------------------------------- | ----------------------------------------- | ---------------------------------------------------------------- | ------------------------ | ----------------------------------- |
| 一合目               |                  | 只有爬山我沒辦法！                    | 總之我不想登山         | 山本裕介                                  | 山本裕介                                  | 山本裕介                                  | 松尾祐輔                                                         | -                        | 1卷（一合目）                       |
| 二合目               |                  | 兩個人一起去吧！                      | 兩個一起去             | 山本裕介                                  | 山本裕介                                  | 山本裕介                                  | 松尾祐輔                                                         | -                        | 1卷（一合目）                       |
| 三合目               |                  | 爬山是要拿命去拼的嗎！？              | 登山，要拼命！？         | 山本裕介                                  | 山本裕介                                  | 山本裕介                                  | 中村基                                                           | 松尾祐輔                 | 1卷（二合目）                       |
| 四合目               |                  | 對決！登山廚藝！？                    | 未有顯示               | 山本裕介                                  | 山本裕介                                  | 山本裕介                                  | 嶋田和晃                                                         | 松尾祐輔                 | 1卷（三合目）                       |
| 五合目               |                  | 什麼是睡袋？                          | Schlafsack是什麼？     | 山本裕介                                  | 山本裕介                                  | 山本裕介                                  | 松尾祐輔                                                         | -                        | 1卷（四合目）                       |
| 六合目               |                  | 決定的人是我！？                      | 未有顯示               | 山本裕介                                  | 山本裕介                                  | 山本裕介                                  | 志田正志                                                         | 松尾祐輔                 | 1卷（五合目）                       |
| 七合目               |                  | 背包要選哪一個？                      | 背包，選哪個好？       | 山本裕介                                  | 山本裕介                                  | 山本裕介                                  | 近岡直                                                           | 松尾祐輔                 | 1卷（六合目）                       |
| 八合目               |                  | 攀登高尾山吧！                        | 登上高尾山             | 山本裕介                                  | 山本裕介                                  | 山本裕介                                  | 米澤優                                                           | 松尾祐輔                 | 1卷（七合目）                       |
| 九合目               | [ 29 ]           | 森林中的森林女孩！？                  | 未有顯示               | 山本裕介                                  | 山本裕介                                  | 大野和壽                                  | 關口雅浩                                                         | 松尾祐輔                 | 1卷（七~八合目）                    |
| 十合目               |                  | 走到山下才算爬完一座山！？            | 下去之前都是登山       | 山本裕介                                  | 山本裕介                                  | 大野和壽                                  | 嶋田和晃                                                         | 松尾祐輔                 | 1卷（八合目）                       |
| 十一合目             |                  | 明天要參加戶外活動！                  | 明天去戶外活動         | 山本裕介                                  | 山本裕介                                  | 大野和壽                                  | 志田正志                                                         | 松尾祐輔                 | 2卷（十四合目）                     |
| 十二合目             |                  | 接下來，前往下一個景色                | 然後去看下個景色       | 山本裕介                                  | 山本裕介                                  | 大野和壽                                  | 山本真理子 嶋田和晃                                              | 松尾祐輔                 | 2卷（十五合目）                     |
| 十三合目             |                  | 牆壁不可怕？                          | 沒有播出               | 山本裕介                                  | 山本裕介                                  | 大野和壽                                  | 入江篤                                                           | 松尾祐輔                 | 2卷（九合目）                       |
| 第2期                |                  |                                       |                        |                                           |                                           |                                           |                                                                  |                          |                                     |
| 新一合目             |                  | 在帳篷裡過夜吧！                      | 在帳篷過夜吧           | 筆安一幸                                  | 山本裕介                                  | 山本裕介                                  | 入江篤                                                           | 松尾祐輔                 | 動畫原創                            |
| 新二合目             |                  | 來去看富士山吧！！                    | 去看富士山！           | 筆安一幸                                  | 山本裕介                                  | 山本裕介                                  | -                                                                | 松尾祐輔                 | 2卷（十~十一合目）                  |
| 新三合目             |                  | 來去登山                              | 去登山                 | 筆安一幸                                  | 山本裕介                                  | 水本葉月                                  | 齊田博之                                                         | 松尾祐輔                 | 2卷（十一~十二合目）                |
| 新四合目             |                  | 下山後的樂趣！                        | 下山之後的樂趣         | 筆安一幸                                  | 米田和弘                                  | 宇多野浩平                                | 嶋田和晃                                                         | 松尾祐輔                 | 2卷（十二~十三合目）                |
| 新五合目             |                  | 絕不原諒你！                          | 我不會原諒你的         | 筆安一幸                                  | 寺東克己                                  | 宇多野浩平                                | 赤尾良太郎                                                       | 松尾祐輔                 | 動畫原創                            |
| 新六合目             |                  | 為了做自己喜歡的事                    | 為了做喜歡的事         | 筆安一幸                                  | 笹木信作                                  | 高橋瑞香                                  | 高橋瑞香                                                         | 松尾祐輔                 | 3卷（十六~十七合目）                |
| 六・五合目           |                  | 前進吧！胸罩少女？                    | 沒有播出               | 筆安一幸                                  | 大脊戶聰                                  | 大脊戶聰                                  | 小澤圓 谷川政輝                                                  | 松尾祐輔                 |                                     |
| 新七合目             |                  | 前進吧！河川少女？                    | Let's go! 河流少女     | 筆安一幸                                  | 水本葉月                                  | 水本葉月                                  | 桂憲一郎                                                         | 松尾祐輔                 | 動畫原創                            |
| 新八合目             |                  | 創造美好的回憶                        | 美好的回憶             | 筆安一幸                                  | 鎌仲史陽                                  | 鎌仲史陽                                  | 關口雅浩                                                         | 松尾祐輔                 | 3卷（十八~十九合目）                |
| 新九合目             |                  | 第一次攀登富士山                      | 初次見面，富士山       | 筆安一幸                                  | 和田高明                                  | 和田高明                                  | 嶋田和晃                                                         | 松尾祐輔                 | 前半段動畫原創 3卷（十九~二十合目） |
| 新十合目             |                  | 富士山，沒那麼容易…                   | 登上富士山不容易       | 筆安一幸                                  | 山本裕介                                  | 江島泰男                                  | 山中正博                                                         | 松尾祐輔                 | 3卷（二十~二十一合目）              |
| 新十一合目           |                  | 已經夠了！！                          | 已經夠了               | 筆安一幸                                  | 吉田泰三                                  | 矢吹勉                                    | 入江篤                                                           | 松尾祐輔                 | 3卷（二十一~二十二合目）            |
| 新十二合目           | Dear My Friend   | 我親愛的朋友                          | 我親愛的朋友           | 筆安一幸                                  | 吉田泰三                                  | 京極義昭                                  | 岩崎將大                                                         | 松尾祐輔                 | 3卷（二十三合目）                   |
| 新十三合目           |                  | 不可思議的螢火蟲物語                  | 不可思議的螢火蟲故事   | 筆安一幸                                  | 柳沼和良                                  | 柳沼和良                                  | 今岡律之                                                         | 松尾祐輔                 | 動畫原創                            |
| 新十四合目           |                  | 跟媽媽去爬霧之峰                      | 和媽媽去霧峰           | 筆安一幸                                  | 吉田泰三                                  | 平牧大輔                                  | 山中正博                                                         | 松尾祐輔                 | 4卷（二十四~二十五合目）            |
| 新十五合目           |                  | 雨衣的記憶 ～裕香，現在正在做什麼呢？ | 雨衣的回憶             | 筆安一幸                                  | 益山亮司                                  | 益山亮司                                  | 上原史之                                                         | 松尾祐輔                 | 4卷（二十六合目）                   |
| 新十六合目           |                  | 想法傳承                              | 延續回憶               | 筆安一幸                                  | 寺東克己                                  | 重原克也                                  | 古橋聰                                                           | 松尾祐輔                 | 4卷（二十七合目）                   |
| 新十七合目           |                  | 高高的地方也不怕？                    | 這麼高，害怕嗎？       | 筆安一幸                                  | 山本裕介 長井春樹                         | 間島崇寛                                  | 江畑諒真                                                         | 松尾祐輔                 | 動畫原創                            |
| 新十八合目           |                  | 開始打工了！                          | 兼職，開始！           | 筆安一幸                                  | 京極義昭                                  | 京極義昭                                  | 齋田博之 大藤佐惠子                                              | 松尾祐輔                 |                                     |
| 新十九合目           |                  | 作業做不完啦                          | 功課做不完             | 筆安一幸                                  | 山本裕介                                  | 水本葉月                                  | 嶋田和晃                                                         | 松尾祐輔                 | 動畫原創                            |
| 新二十合目           |                  | 可可奈的飯能大冒險                    | 可可奈飯能大冒險       | 筆安一幸                                  | 倉田綾子                                  | 倉田綾子                                  | 鹽川貴史                                                         | 松尾祐輔                 | 4卷（二十八~二十九合目）            |
| 新二十一合目         |                  | 前往回憶中的那座山                    | 前往回憶之山           | 筆安一幸                                  | 佐藤陽                                    | 佐藤陽                                    | 佐藤陽                                                           | 松尾祐輔                 | 4卷（三十合目）                     |
| 新二十二合目         |                  | 來當朋友吧？                          | 做朋友好嗎？           | 筆安一幸                                  | 山本裕介                                  | 山本裕介                                  | 入江篤                                                           | 松尾祐輔                 | 4卷（三十一合目）                   |
| 新二十三合目         |                  | 約定                                  | 承諾                   | 筆安一幸                                  | 吉田泰三                                  | 松田清                                    | 嶋田和晃                                                         | 松尾祐輔                 | 4卷（三十一~三十二合目）            |
| 新二十四合目         |                  | 再見，我們的夏天                      | 再見，我們的夏天       | 筆安一幸                                  | 矢吹勉                                    | 矢吹勉                                    | 中野圭哉 古橋聰                                                  | 松尾祐輔                 |                                     |
| 突然百合目（笑）     |                  | 前進吧！登山少女 十佳場面             | 沒有播出               | 筆安一幸                                  | 山本裕介 水本葉月 安藤尚也                | 水本葉月 安藤尚也                         | 入江篤 上原史之 杉本ミッシェル 關口雅浩 高橋端香 中野圭哉 古橋聰 | 松尾真彦 嶋田和晃 古橋聰 | 動畫原創                            |
| OVA 記憶之禮（おもいでプレゼント）     |                  |                                       |                        |                                           |                                           |                                           |                                                                  |                          |                                     |
| Present1 夏          |                  | 心奈的8/31                            | 可可奈的8月31日        | 筆安一幸                                  | 不適用                                    | 山本裕介                                  | 松尾祐輔                                                         | 松尾祐輔                 | 動畫原創                            |
| Present2 秋          |                  | 日向的10/28                           | 日向的10月28日         | 筆安一幸                                  | 江崎慎平                                  | 相浦和也                                  | 嶋田和晃                                                         | 松尾祐輔                 | 動畫原創                            |
| 第3期                |                  |                                       |                        |                                           |                                           |                                           |                                                                  |                          |                                     |
| 第1話                |                  | 在筑波山上的第一次約會！？            | 筑波山上的初次約會？   | 山本裕介                                  | 山本裕介                                  | 倉田綾子                                  | 入江篤                                                           | 松尾祐輔                 |                                     |
| 第2話                |                  | 登山靴很厲害的嗎？                    | 登山鞋很厲害的嗎？     | 筆安一幸                                  | 不適用                                    |                                           | 不適用                                                           | 松尾祐輔                 |                                     |
| 第3話                |                  | 飯能的阿爾卑斯！？                    | 飯能的阿爾卑斯？       | 筆安一幸                                  | 重原克也                                  | 重原克也                                  |                                                                  | 松尾祐輔                 |                                     |
| 第4話                |                  | 和同學一起去玩吧！                    | 和同學一起玩           | 筆安一幸                                  | 寺東克己                                  | 山本裕介                                  | 不適用                                                           | 松尾祐輔                 |                                     |
| 第5話                |                  | 拍下回憶吧！                          | 拍下回憶吧             | 筆安一幸                                  | 山本裕介                                  | 山本裕介                                  | 不適用                                                           | 不適用                   |                                     |
| 第6話                |                  | 咖啡是什麼味的？                      | 咖啡是什麼味道呢？     | 筆安一幸                                  | 塚田夏央                                  | 鷺之宮次郎                                | 嶋田和晃                                                         | 松尾祐輔                 |                                     |
| 第7話                |                  | 不工作就沒法去爬山！？                | 不上班的人不能去登山？ | 筆安一幸                                  | 倉田綾子                                  | 倉田綾子                                  | 古橋聰                                                           | 松尾祐輔                 |                                     |
| 第8話                |                  | 兩個約定                              | 兩個約定               | 筆安一幸                                  | 平牧大輔                                  | 平牧大輔                                  | 嶋田和晃                                                         | 松尾祐輔                 |                                     |
| 第9話                |                  | 各自的景色                            | 各自的景色             | 筆安一幸                                  | 倉田綾子                                  | 倉田綾子                                  | 山本脩斗                                                         | 松尾祐輔                 |                                     |
| 第10話               |                  | 錯過的季節                            | 錯過的季節             | 筆安一幸                                  |                                           |                                           | 今岡律之                                                         | 松尾祐輔                 |                                     |
| 第11話               |                  | 生硬的縱走                            | 生硬的長征             | 筆安一幸                                  | 山本裕介                                  | 山本裕介                                  | 嶋田和晃                                                         | 松尾祐輔                 |                                     |
| 第12話               |                  | 朋友                                  | 朋友                   | 筆安一幸                                  |                                           |                                           | 今岡律之                                                         | 松尾祐輔                 |                                     |
| 第13話               |                  | 這是秘密哦？                          | 是秘密？               | 筆安一幸                                  | 倉田綾子                                  | 倉田綾子                                  | 森川侑紀                                                         | 松尾祐輔                 |                                     |
| 第4期（Next Summit） |                  |                                       |                        |                                           |                                           |                                           |                                                                  |                          |                                     |
| 第1話                | [ 34 ]           |                                       |                        | 山本裕介                                  | 江崎慎平                                  | 田中千駿                                  | 新海良佑                                                         | 松尾祐輔                 | 動畫原創                            |
| 第1話                |                  | 第一季 春                             |                        | Staff 詳情請參見第一期第1~3、5、8~12話    | Staff 詳情請參見第一期第1~3、5、8~12話    | Staff 詳情請參見第一期第1~3、5、8~12話    | Staff 詳情請參見第一期第1~3、5、8~12話                           | 松尾祐輔                 | 總集篇（第一期）                    |
| 第2話                | [ 35 ]           |                                       |                        | 山本裕介                                  | 徳野雄士                                  | 徳野雄士                                  | 阿見圭之介                                                       | 松尾祐輔                 | 動畫原創                            |
| 第2話                |                  | 第二季 夏 前篇                        |                        | Staff 詳情請參見第二期第3、8~11話         | Staff 詳情請參見第二期第3、8~11話         | Staff 詳情請參見第二期第3、8~11話         | Staff 詳情請參見第二期第3、8~11話                                | 松尾祐輔                 | 總集篇（第二期前半）                |
| 第3話                | [ 36 ]           |                                       |                        | 角木肇                                    | 角木肇                                    |                                           | 髙橋瑞紀                                                         | 松尾祐輔                 | 動畫原創                            |
| 第3話                |                  | 第二季 夏 後篇                        |                        | Staff 詳情請參見第二期第12、14、21~23話   | Staff 詳情請參見第二期第12、14、21~23話   | Staff 詳情請參見第二期第12、14、21~23話   | Staff 詳情請參見第二期第12、14、21~23話                          | 松尾祐輔                 | 總集篇（第二期後半）                |
| 第4話                | [ 37 ]           |                                       |                        | 山本裕介                                  | 愛敬亮太                                  | 愛敬亮太                                  | 石野聰                                                           | 松尾祐輔                 | 動畫原創                            |
| 第4話                |                  | 第三季 秋                             |                        | Staff 詳情請參見第三期第1、8、9、11、12話 | Staff 詳情請參見第三期第1、8、9、11、12話 | Staff 詳情請參見第三期第1、8、9、11、12話 | Staff 詳情請參見第三期第1、8、9、11、12話                        | 松尾祐輔                 | 總集篇（第三期）                    |
| 第5話                | [ 38 ]           | 來自登山社的挑戰！？                  |                        | 山本裕介                                  | 山本裕介                                  | 山本裕介                                  | 松本憲生                                                         | 松尾祐輔                 |                                     |
| 第5話                |                  | 在武甲山實施愛的鞭策？                |                        | 山本裕介                                  | 山本裕介                                  | 福地和浩                                  | 福地和浩                                                         | 松尾祐輔                 |                                     |
| 第6話                | [ 39 ]           | 光的約會大作戰！                      |                        | 山本裕介                                  | 山本裕介                                  | 山本裕介                                  | 松尾祐輔                                                         | 不適用                   |                                     |
| 第6話                |                  | 大家一起過白色聖誕節！                |                        | 山本裕介                                  | 誌村宏明                                  | 山中祥平                                  | 田中織枝                                                         | 松尾祐輔                 |                                     |
| 第7話                | [ 40 ]           | 元旦日出，去哪裏看？                  |                        | 山本裕介                                  | 齋藤圭一郎                                | 齋藤圭一郎                                | 佐藤利幸                                                         | 松尾祐輔                 |                                     |
| 第7話                | 跟同學一起登山！ |                                       |                        |                                           |                                           |                                           |                                                                  | 松尾祐輔                 |                                     |
| 第8話                | [ 41 ]           | 在靈力聖地過情人節？                  |                        | 山本裕介                                  | 大川貴大                                  | 田中千駿                                  | 今西亨                                                           | 松尾祐輔                 |                                     |
| 第8話                |                  | 挑戰雪鞋！                            |                        | 山本裕介                                  | 北村將                                    | 北村將                                    |                                                                  | 松尾祐輔                 |                                     |
| 第9話                | [ 42 ]           | 溪釣，相當於人生？                    |                        | 山本裕介                                  | 山本裕介                                  | 登坂晉                                    | 久保光壽                                                         | 松尾祐輔                 |                                     |
| 第9話                |                  | 跟日向家一起，向鎌倉進發！            |                        | 山本裕介                                  | 山本裕介                                  |                                           | 河本有聖                                                         | 松尾祐輔                 |                                     |
| 第10話               | [ 43 ]           | 新的季節                              |                        | 山本裕介                                  | 倉田綾子                                  | 北村將                                    |                                                                  | 松尾祐輔                 |                                     |
| 第11話               | [ 44 ]           | 又見面了呢！富士山                    |                        | 山本裕介                                  |                                           |                                           | 入江篤                                                           | 松尾祐輔                 |                                     |
| 第12話               | [ 45 ]           | 出發吧！攀上新的巔峰                  |                        | 山本裕介                                  | 山本裕介                                  | 重原克也                                  | 牧茶、高橋瑞紀、松尾祐輔                                         | 松尾祐輔                 |                                     |

### 播放電視台
日本深夜動畫：下文記載的日本国内播放時間使用日本標準時間（UTC+9）表示。因為部分時間标识會採用30小时制，因此請留意这类超过24:00的时间，其實際播放時間為翌日清晨。
| 播放地區             | 播放電視台             | 播放日期                       | 播放時間（UTC+9）          | 所屬聯播網 | 備註                       |
| 第1期                | 第1期                  | 第1期                          | 第1期                      | 第1期      | 第1期                      |
| -------------------- | ---------------------- | ------------------------------ | -------------------------- | ---------- | -------------------------- |
| 東京都               | TOKYO MX               | 2013年1月2日 - 3月20日         | 星期三 25時30分 - 25時35分 | 獨立UHF局  |                            |
| 兵庫縣               | SUN電視台              | 2013年1月2日 - 3月20日         | 星期三 26時05分 - 26時10分 | 獨立UHF局  |                            |
| 日本全國             | NICONICO頻道           | 2013年1月3日 - 3月21日         | 星期四 10時00分 更新       | 網路電視   | NICONICO官方動畫           |
| 日本全國             | AT-X                   | 2013年1月3日 - 3月21日         | 星期四 23時05分 - 23時10分 | 衛星電視   | 有重播                     |
| 京都府               | KBS京都                | 2014年4月8日 - 7月1日          | 星期一 25時30分 - 25時35分 | 獨立UHF局  |                            |
| 栃木縣               | 栃木電視台             | 2015年6月25日 - 7月2日         | 星期四 23時30分 - 24時00分 | 獨立UHF局  |                            |
| 第2期                |                        |                                |                            |            |                            |
| 東京都               | TOKYO MX               | 2014年7月9日 - 12月24日        | 星期三 22時00分 - 22時15分 | 獨立UHF局  |                            |
| 京都府               | KBS京都                | 2014年7月9日 - 12月24日        | 星期三 22時00分 - 22時15分 | 獨立UHF局  |                            |
| 靜岡縣               | 靜岡第一電視台         | 2014年7月10日 - 12月25日       | 星期四 26時34分 - 26時49分 | 日本電視網 | 第1季未放送                |
| 日本全國             | BS11                   | 2014年7月10日 - 12月25日       | 星期四 27時00分 - 27時15分 | 衛星電視   | 『ANIME+』節目 第1季未放送 |
| 日本全國             | 萬代頻道               | 2014年7月10日 - 12月25日       | 星期四 12時00分 更新       | 網路電視   |                            |
| 日本全國             | NTT docomo Anime Store | 2014年7月10日 - 12月25日       | 星期四 12時00分 更新       | 網路電視   |                            |
| 日本全國             | GyaO!                  | 2014年7月10日 - 12月25日       | 星期四 12時00分 更新       | 網路電視   |                            |
| 日本全國             | NICONICO频道           | 2014年7月10日 - 12月25日       | 星期四 22時00分 更新       | 網路電視   |                            |
| 日本全國             | AT-X                   | 2014年7月11日 - 12月26日       | 星期五 22時30分 - 22時45分 | 衛星電視   | 有重播                     |
| 栃木縣               | 栃木電視台             | 2015年7月9日 - 9月24日         | 星期四 23時30分 - 24時00分 | 獨立UHF局  |                            |
| 兵庫縣               | SUN電視台              | 2015年10月12日 - 2016年3月21日 | 星期一 25時45分－26時00分  | 獨立UHF局  |                            |
| 第3期                |                        |                                |                            |            |                            |
| 東京都               | TOKYO MX               | 2018年7月2日 - 9月24日         | 星期一 25時40分 - 25時55分 | 獨立UHF局  |                            |
| 近畿廣域圈           | 讀賣電視台             | 2018年7月2日 - 9月24日         | 星期一 26時10分 - 26時32分 | 日本電視網 |                            |
| 日本全國             | BS11                   | 2018年7月2日 - 9月24日         | 星期一 26時30分 - 26時45分 | 衛星電視   |                            |
| 日本全國             | AT-X                   | 2018年7月3日 - 9月25日         | 星期二 21時15分 - 21時30分 | 衛星電視   | 有重播                     |
| 日本全國             | J:COM                  | 2018年7月9日 - 10月1日         | 星期一 22時30分 - 22時45分 | 有線電視   |                            |
| 愛知縣               |                        | 2018年7月9日 - 10月1日         | 星期一 22時40分 - 22時55分 | 有線電視   | 有重播                     |
| 栃木縣               | 栃木電視台             | 2018年8月20日 - 10月1日        | 星期一 23時00分 - 23時30分 | 獨立UHF局  | 連續播放2話                |
| 第4期（Next Summit） |                        |                                |                            |            |                            |
| 東京都               | TOKYO MX               | 2022年10月4日 - 12月20日       | 星期二 24時30分 - 25時00分 | 獨立UHF局  |                            |
| 日本全國             | BS11                   | 2022年10月4日 - 12月20日       | 星期二 24時30分 - 25時00分 | 衛星電視   |                            |
| 近畿廣域圈           | MBS                    | 2022年10月4日 - 12月20日       | 星期二 26時30分 - 27時00分 | 日本新聞網 |                            |
| 日本全國             | AT-X                   | 2022年10月5日 - 12月21日       | 星期三 20時00分 - 20時30分 | 衛星電視   | 有重播                     |
| 青森縣               | 青森電視台             | 2023年1月8日 -                 | 星期日 7時00分 -           | 日本新聞網 |                            |
| 日本全國             | BS日本                 | 2023年1月11日 -                | 星期三 24時00分 -          | 日本電視網 |                            |

### 關聯商品

#### Blu-ray&DVD
动画第一期BD&DVD于2013年5月24日發售，共1卷，其中收錄了影像特典及於電視中沒有播放的第13話。第二期于2014年9月26日起发售，共7卷，其中收录两集未放送话。第三期于2018年9月28日起发售，共3卷。第四期於2023年1月25日起发售，共3卷。
| 卷                   | 發售日         | 收錄話                         | 規格編號  | 規格編號   |
| 卷                   | 發售日         | 收錄話                         | BD        | DVD        |
| 第1期                | 第1期          | 第1期                          | 第1期     | 第1期      |
| -------------------- | -------------- | ------------------------------ | --------- | ---------- |
|                      | 2013年5月24日  | 第1話－第12話 第13話（未放送） | EAAB-003  |            |
| 新特裝版             | 2014年8月22日  | 第1話－第12話 第13話（未放送） | EAAB-013  | EAAD-011   |
| 第2期                |                |                                |           |            |
| 1                    | 2014年9月26日  | 第1話－第2話                   | EAAB-014  | EAAD-012   |
| 2                    | 2014年10月24日 | 第3話－第6話 第6.5話（未放送） | EAAB-015  | EAAD-013   |
| 3                    | 2014年11月28日 | 第7話－第10話                  | EAAB-016  | EAAD-014   |
| 4                    | 2014年12月26日 | 第11話－第14話                 | EAAB-017  | EAAD-015   |
| 5                    | 2015年1月23日  | 第15話－第18話                 | EAAB-018  | EAAD-016   |
| 6                    | 2015年2月27日  | 第19話－第22話                 | EAAB-019  | EAAD-017   |
| 7                    | 2015年3月27日  | 第23話－第24話 未放送話        | EAAB-020  | EAAD-018   |
| OVA                  |                |                                |           |            |
| 戲院先行 限定版      | 2017年10月28日 | Present1・2                    | SMIB-22   |            |
| 通常版               | 2018年1月26日  | Present1・2                    | SMIB-23   |            |
| 第3期                |                |                                |           |            |
| 1                    | 2018年9月28日  | 第1話－第4話                   | SMIB-30   |            |
| 2                    | 2018年10月26日 | 第5話－第8話                   | SMIB-31   |            |
| 3                    | 2018年11月30日 | 第9話－第13話                  | SMIB-32   |            |
| 第4期（Next Summit） |                |                                |           |            |
| 1                    | 2023年2月3日   | 第1話－第4話                   | KAXA-8481 | KABA-11271 |
| 2                    | 2023年2月22日  | 第5話－第8話                   | KAXA-8482 | KABA-11272 |
| 3                    | 2023年3月24日  | 第9話－第12話                  | KAXA-8483 | KABA-11273 |

#### CD
| 發售日         | 標題              | 規格編號                                     |
| -------------- | ----------------- | -------------------------------------------- |
| 2013年3月13日  | Staccato Days（スタッカート・デイズ） | ESER-002                                     |
| 2014年8月13日  | Tinkling Smile    | KICM-91526（期間限定盤） KICM-1526（通常盤） |
| 2014年10月3日  |                   | ESER-013                                     |
| 2014年12月17日 |                   | ESER-14                                      |
| 2014年12月17日 | Cocoiro Rainbow   | ESER-15                                      |

## 關聯項目
- 森林系女孩 - 雖在單行本第1卷為止並沒有在本編中使用的名詞，但有不少傳媒以此來稱呼漫畫內的登場人物。

## 外部連結
- 前進吧！登山少女 ‐ 官方網站（Comic Earth Star ONLINE）（日語）
- 電視動畫《前進吧！登山少女 第一季》官方網站 （页面存档备份，存于）（日語）
- 電視動畫《前進吧！登山少女 Next Summit》官方網站 （页面存档备份，存于）（日語）
- 電視動畫《前進吧！登山少女》官方網站 （页面存档备份，存于）（日語）
- 電視動畫《前進吧！登山少女》官方的X（前Twitter）（日語）